# Villa del Rosario (Kolumbien)
Villa del Rosario ist eine Gemeinde (municipio) im Departamento Norte de Santander im Osten Kolumbiens. Sie gehört zum städtischen Großraum der Metropolregion Cúcuta. Gegenüber der koordinierten Weltzeit liegt die Ortszeit der Gemeinde um fünf Stunden zurück.

## Geografie
Die Gemeinde grenzt im Norden und Osten an Venezuela, darüber hinaus auch an die kolumbianischen Gemeinden Cúcuta im Norden, Ragonvalia und Chinácota im Süden und an Los Patios im Westen. Der Fluss Río Táchira bildet die Grenze zum gleichnamigen Bundesstaat von Venezuela, die Entfernung nach Cúcuta beträgt 5 km. Die Temperatur wird durchschnittlich mit 30 °C, die Höhe mit 320 m über Meereshöhe angegeben.

## Bevölkerung
Die Gemeinde Villa del Rosario hat 96.953 Einwohner, von denen 92.780 im städtischen Teil (cabecera municipal) der Gemeinde leben. In der Metropolregion leben 892.732 Menschen (Stand: 2019).

## Geschichte
Die Gemeinde geht auf das Jahr 1761 zurück. Als Gründer werden allgemein Doña Ascencia Rodríguez de Morales und Don José Díaz de Austudillo genannt, die die zur Gründung des Orts nötigen Ländereien schenkten. Die Ortschaft wurde 1774 zu einer Kirchengemeinde.  Angesichts der Bedeutung suchten Bürger von Villa del Rosario beim spanischen König Karl IV. um den Ortsnamenstitel einer Villa nach. Am 23. Mai 1792 wurde der Ortschaft Nuestra Señora del Rosario mit einer königlichen Urkunde der Titel einer „Noble, fiel y Valerosa Villa“ verliehen.
Aus Villa del Rosario stammen einige bedeutende Einwohner, darunter auch der Jurist und General Francisco de Paula Santander, dessen Wirken im Unabhängigkeitskrieg und in der Republik ihn zum Kopf der öffentlichen Verwaltung und demokratischen Zentrum des Staates werden ließ. Im Jahr 1821 wurde im Ort die erste großkolumbianische Verfassung ausgearbeitet, weswegen Villa del Rosario als die Geburtsstadt der heutigen Staaten Kolumbien, Venezuela und Ecuador bezeichnet werden kann.

## Wirtschaft
Der wichtigste Wirtschaftszweig der Gemeinde ist aufgrund der Grenzlage der Handel. Es bestehen zudem einige Betriebe, die unter anderem Schuhe, Möbel, Produkte aus Ton Kunsthandwerk, Kleidung und Lederwaren herstellen.

## Sehenswürdigkeiten
An der zur venezolanischen Landesgrenze führenden Panamericana liegt etwa 6 km entfernt von der Grenze der Parque Grancolombiano. Auf dessen etwa 4 Hektar großem Gelände befindet sich die Casa de Santander. In dem heute als Museum genutzten Gebäude wuchs Francisco de Paula Santander in den ersten 13 Jahren seines Lebens auf, an ihn wird dort mit verschiedenen Ausstellungsstücken erinnert. Auf dem Gelände findet sich auch ein alter Tamarindenbaum, unter dem die Abgeordneten bei der Arbeit an der Verfassung gelegentlich eine Ruhepause eingelegt haben sollen.

## Infrastruktur
In Villa del Rosario befindet sich mit der Brücke Puente Internacional Simón Bolívar über den Río Táchira zwischen dem Ortsteil La Parada und San Antonio del Táchira der wichtigste Grenzübergang zwischen Kolumbien und Venezuela. Die Autopista Internacional verbindet die Gemeinde mit Cúcuta und San Cristóbal in Venezuela.

## Söhne und Töchter der Stadt
- Francisco de Paula Santander (1792–1840), General der Neu-Grenadiner Union, Vizepräsident Großkolumbiens und Präsident der Republik Neu-Granada